# Bačice
Bačice település Csehországban, a Třebíči járásban. Bačice Radkovice u Hrotovic, Hrotovice, Litovany és Krhov településekkel határos. Lakosainak száma 199 fő (2024. január 1.).

## Népesség
A település lakosságának változását az alábbi diagram mutatja:
| Lakosok száma | 370  | 350  | 366  | 346  | 276  | 194  | 194  | 197  | 197  | 199  |
|               | 1869 | 1900 | 1921 | 1961 | 1980 | 2011 | 2016 | 2019 | 2021 | 2024 |